# 天平山 (香港)
天平山（英語：Sacred Hill，亦作Tin Ping Shan），位於香港新界上水東部梧桐河西岸的小山崗，早年曾被闢爲華人鄉村俱樂部（英語：Chinese Country Club），在1970年代初至1980年代中期曾爲雙龍城酒樓的所在地，後被新鴻基地產購入土地，於1996年建成上水著名高級豪宅項目奕翠園。
天平山西側曾有面積遼闊的寮屋村落，從石湖墟北面一直延伸至靈山西側，名爲「天平山村」（英語：Tin Ping Shan Tsuen），至1980年代初政府發展粉嶺／上水新市鎮，將天平山村大部分清拆，目前僅餘下天平山以北至上水圍的一段，並將於未來納入粉嶺北新市鎮發展計劃的一部分，天平山以南部分則於1986年建成天平邨。
天平山目前位於奕翠園內，具體位置即屋苑範圍內地勢較高的部分。

## 雙龍城酒樓
雙龍城酒樓（英語：China Town Restaurant），由張樹勳出資開辦，於1972年5月25日正式開業，正式地址爲「上水馬會道33號」，第一任經理爲沈子英和高展鵬，爲一擁有亭台樓閣和樹林園景的大型餐飲及娛樂園區，酒樓外有一個用麻石鋪成的廣場和停車場，正門爲仿中國古代官府衙門設計，門口兩旁聳立了兩座石獅、懸掛了兩盞大紅燈籠，擺放了兩台木製官轎和古代官府常見的「肅靜」和「回避」木牌子，主體建築爲面積超過一萬平方尺的用餐場所。1976年6月12日起，雙龍城酒樓每天下午5時到晚上9時半於酒樓內增設舞台爲食客提供現場娛樂表演。
除了中式酒樓業務外，酒樓建築外建有小型遊樂場提供收費遊樂設施，包括彈珠機、麻雀枱、氣槍射擊、飛鏢等，後來更建有如賽車遊戲機、設有隧道的小型過山車（類似有軌小火車）等小型機動遊戲，在酒樓的東南面亦有一淺水湖提供舢舨供遊人泛舟。雙龍城酒樓更是新界最早安裝電力自動門的建築物之一。在酒樓和遊樂場以外的部分則爲一個面積頗大的樹林，內有林蔭小徑供遊人散步。在酒樓外的廣場下方是一條寬闊斜路，爲車輛出入的道路，有很多青少年喜在該處騎單車從坡上下衝。
雖然雙龍城酒樓的設施非常豐富，建築和裝修極具氣派，但其餐飲服務價格及遊樂設施收費卻很平民化，每逢假日都會吸引大量區內居民到此進餐和遊樂，成爲當時上水的地標性餐飲及娛樂中心，著名功夫影星李小龍的經典遺作《龍爭虎鬥》亦在雙龍城酒樓取景拍攝。
該酒樓運作至1980年代中期，於某年的農曆新年後雙龍城酒樓賺取並積存的大量現金被劫掠一空，導致酒樓陷入財政困難而停業，約於1990年代初期將地皮轉售新鴻基地產，改劃爲住宅用途，用作發展豪宅項目奕翠園。不過雙龍城酒樓尚有一塊舊牆壁得到保留，位置在現今的奕翠園燒烤場內。

## 奕翠園
奕翠園（英語：Woodland Crest），是雙龍城酒樓被清拆後於原址天平山建立的高級豪宅項目，由新鴻基地產購入地皮並進行發展，於1996年落成，有佔地達19萬平方尺由千餘棵樹木組成的樹林，曾於2004年獲康樂及文化事務署頒發「私人物業最佳園林大獎」金獎（高密度住宅綠化效果組別），自建成以來一直是上水區豪宅項目的代表，也是新鴻基地產標誌性住宅物業之一。